# Guillaume Boivin
Pour les articles homonymes, voir Boivin.
Guillaume Boivin, né le 25 mai 1989 à Montréal, est un coureur cycliste canadien membre de l'équipe Israel-Premier Tech et professionnel depuis 2010.

## Biographie

### Jeunesse et carrière amateur
Guillaume Boivin naît le 25 mai 1989 à Montréal et passe son enfance dans la région de Saguenay–Lac-Saint-Jean. Passionné de hockey sur glace, il pratique ce sport jusqu'à l'âge de 16 ans. Il commence le cyclisme à l'âge de 15 ans, en 2004, au Vélo club Longueuil, après avoir vu son cousin courir aux Mardis de Lachine. Durant cette première saison cycliste, en catégorie cadets, il est champion du Québec du contre-la-montre et vice-champion sur route, tout en jouant au hockey en Ligue midget AAA.
En 2006, en catégorie juniors, il rejoint l'équipe André Cycle IDCAD. Avec celle-ci, il dispute le Tour de l'Abitibi, manche de la Coupe du monde UCI Juniors où il termine troisième du classement général et meilleur junior première année. Il est champion du Québec junior et est sélectionné en équipe du Canada de la catégorie. Il participe à Liège-La Gleize, autre manche de la Coupe du monde Juniors, et au championnat du monde sur route juniors.
En 2007 et 2008, il est membre de l'équipe québécoise EVA Devinci, tout en courant en Europe avec l'équipe belge Predictor-Lotto-VC Ardennes. En 2007, il est en catégorie junior et est champion du Canada de vitesse par équipe et vice-champion de poursuite par équipes et, sur route, vice-champion du contre-la-montre et de la course en ligne. Avec l'équipe du Québec, il dispute à nouveau le Tour de l'Abitibi. Il y gagne deux étapes et termine à la quatrième place du classement général, après en avoir occupé la première place pendant deux jours. Avec l'équipe Predictor-Lotto-VC Ardennes, il prend la 31e place du Paris-Roubaix juniors, en ayant couru sur un vélo de remplacement à cause de problèmes techniques. En 2008, il remporte avec l'équipe EVA Devinci le Tour de Québec. Passé dans la catégorie des moins de 23 ans, il est sélectionné dans l'équipe du Canada de cette tranche d'âge et dispute avec elle la manche de Saguenay de la Coupe des Nations UCI.
En 2009, Guillaume Boivin court sur le continent américain avec l'équipe Volkswagen-Specialized et avec l'équipe du Québec, et en Belgique avec Predictor-Lotto-VC Ardennes. Sous les couleurs québécoises, il décroche le titre de champion du Canada sur route élites. Ce titre lui permet d'être engagé en tant que stagiaire par Planet Energy, dirigée par l'ancien coureur canadien Steve Bauer. Il reste sélectionné en équipe du Canada des moins de 23 ans et participe aux championnats du monde des moins de 23 ans à Mendrisio. Il abandonne lors de la course en ligne.

### Carrière professionnelle

#### 2010-2012: chez SpiderTech
Guillaume Boivin devient coureur professionnel en 2010 dans l'équipe SpiderTech-Planet Energy. Durant cette saison, il remporte pour la deuxième fois le Tour de Québec, qu'il avait gagné en 2008. Il est également vainqueur d'étapes du Tour de Cuba et de la Mi-août en Bretagne. Il se classe deuxième du Tour de Bochum, devant André Greipel, au cours d'une tournée européenne estivale de son équipe, et sixième du Philadelphia International Championship. En fin de saison, il participe aux deux courses du Calendrier mondial UCI se déroulant au Canada, le Grand Prix Cycliste de Québec et le Grand Prix Cycliste de Montréal, avec une équipe nationale canadienne. Il se rend aux championnats du monde sur route en Australie avec l'objectif d'y remporter la course des moins de 23 ans. Il se classe troisième, ex aequo avec Taylor Phinney. Il est le premier Canadien depuis Steve Bauer en 1984 à décrocher une médaille lors de championnats du monde sur route.
À cause de douleurs au dos et à un genou, déjà présentes en 2010, Guillaume Boivin doit renoncer à courir en compétition durant la première moitié de l'année 2011. À son retour, durant l'été, il est 22e du Tour du Limousin, 16e du Grand Prix de Zottegem. Il est le seul représentant canadien lors de la course en ligne des moins de 23 ans des championnats du monde, dont il prend la 117e place. En fin d'année, il représentant encore le Canada aux Jeux panaméricains, au Mexique, où il prend la onzième place de la course en ligne.
En 2012, Guillaume Boivin ne gagne pas de course mais est classé douze fois parmi les dix premiers. Il est notamment deuxième du Tour de Drenthe, troisième du Tro Bro Leon, quatrième de la Handzame Classic et du Grand Prix Pino Cerami, cinquième du Grand Prix de Denain, septième de la World Ports Classic. En fin d'année, l'encadrement de l'équipe Spidertech décide de suspendre l'activité de celle-ci pour l'année 2013, afin de « concentrer [ses] efforts sur l’acquisition du statut WorldTour de l’UCI » en 2014,,. Ainsi, Guillaume Boivin, comme ses coéquipiers qui envisageaient de rester chez SpiderTech-C10, doit trouver une nouvelle équipe pour 2013. Il est recruté, ainsi que son coéquipier danois Brian Vandborg, par l'équipe italienne Cannondale, qui évolue dans le World Tour.

#### 2013-2014: passage en World Tour chez Cannondale
Il court deux saisons chez les Italiens de Cannondale, où il court aux côtés de Peter Sagan. Il gagne en 2013 la deuxième étape du Tour de Beauce, à domicile, au Québec, et participe à deux reprises au Tour d'Espagne et à une reprise à Paris-Roubaix. Mais lorsque durant l'intersaison 2014-2015, l'équipe fusionne avec Garmin-Sharp pour former Cannondale-Garmin, Boivin fait partie des coureurs qui se retrouvent sans contrat. 

#### 2015: retour en continental chez Optum-Kelly
En 2015, se retrouvant sans offre d'équipes de première division, il signe avec l'équipe continentale (troisième division) américaine Optum-Kelly Benefit Strategies. Il déménage à Montréal avoir vécu à Lucques, en Italie, lorsqu'il était membre de l'équipe Cannondale. Dès le début de saison, il décroche plusieurs tops 10 au Portugal. Fin avril, il retourne sur le continent américain et il devient Champion du Canada sur route, gagne une étape du Tour de Beauce, est médaillé de bronze aux Jeux panaméricains et troisième du Grand Prix cycliste de Saguenay. En fin d'année, il se classe 107e de ses premiers mondiaux élites, disputés à Richmond, aux États-Unis.

#### Depuis 2016: deuxième partie de carrière avec l'équipe Israel
En 2016, il signe deux ans avec l'ambitieuse équipe israélienne Cycling Academy, qui évolue également en troisième division et qui a comme ambition de rejoindre le World Tour. Il obtient sa première performance notable en mai, où il termine douzième du Tour d'Azerbaïdjan, après avoir porté durant une étape le maillot de leader. Après avoir disputés les mondiaux, où il a abandonné et alors qu'il avait mis un terme à sa saison, il est appelé par son manager pour participer mi-novembre au Tour du Rwanda. Il y gagne au sprint la première étape. 
En 2017, l'équipe obtient une licence d'équipe continentale professionnelle (deuxième division) et est renommée Israel Cycling Academy. Il est deuxième du Grand Prix cycliste de Saguenay, puis quatrième de son championnat national. En septembre, il se classe deuxième de la Coppa Bernocchi, une semi-classique italienne, après avoir été battu au sprint par Sonny Colbrelli. En octobre, il se classe deuxième du Tour du lac Taihu, après avoir gagné le prologue et porté le maillot de leader pendant trois jours. En fin de saison, son contrat est prolongé. Il prolonge finalement son contrat et reprend la compétition en septembre, sur les deux Grands Prix de Québec et Montréal, où à domicile il se classe respectivement 21e et 19e.
Lors de la saison 2018, il réalise sa meilleure année depuis 2012. Septième de Kuurne-Bruxelles-Kuurne, participe en mai à son premier Tour d'Italie et se montre plusieurs fois à l'offensive dans les échappées. Le 15 juin, il rentre violemment dans une voiture lors de l'Elfstedenronde, une course d'un jour en Belgique. Il est emmené à l'hôpital où les rayons X ont confirmé la fracture qui nécessite une intervention chirurgicale et une longue convalescence, ce qui signifie la fin probable de sa saison, alors qu'il était en pleine renégociation de contrat pour 2019. Il réussit de bonnes performances sur la deuxième partie de saison, où il gagne la Famenne Ardenne Classic et se classe quatrième de la Gooikse Pijl.
En 2019 et 2020, il obtient moins de résultats notables. En avril 2019, il termine deuxième du Tour de Castille-et-León à 15 secondes de son coéquipier Davide Cimolai.
En 2021, il est pour la troisième fois champion du Canada sur route. Durant l'été, il participe à son premier Tour de France et à ses premiers Jeux olympiques. En fin de saison, il est dix-septième du championnat du monde et prend part à  Paris-Roubaix. Lors de celui-ci disputé sous la pluie, il parvient à terminer neuvième, malgré une chute dans les 20 derniers kilomètres. C'est le meilleur résultat pour un Canadien depuis la deuxième et la quatrième place de Steve Bauer au début des années 1990.
Sélectionné pour le Tour de France 2022, Boivin est malade avant le départ de la dernière étape et est non-partant.
En novembre 2023, Israel-Premier Tech annonce l'extension du contrat de Boivin jusqu'en fin d'année 2024.

## Style, spécialités
À partir de 2008, Guillaume Boivin est entraîné par Pierre Hutsebault, qui a entraîné Steve Bauer dans les années 1980. Pour Hutsebault, « En situation de course, ce n'est pas tout à fait pareil, mais en laboratoire, [Guillaume Boivin] a le niveau des meilleurs sprinters du monde. » Steve Bauer, qui dirige l'équipe Spidertech, décrit ainsi les qualités de Guillaume Boivin en 2010 : « côté style, Guillaume a des qualités similaires aux miennes : endurance, punch, attaque, juge Bauer. Il a le moteur tout-terrain. D'une certaine façon, il a peut-être un meilleur sprint final que j'avais. En situation de montée pure, il a moins de potentiel que moi. C'est la faiblesse sur laquelle il devra travailler. Mais dans une course d'un jour comme les Mondiaux, les classiques, les pavés, le vent, vous verrez dans l'avenir, il est complet pour n'importe quel style de course. »

## Palmarès et classements mondiaux

### Palmarès
| - 2004 - Champion de Québec du contre-la-montre cadets - 2006 - Champion de Québec juniors - 2e étape du Tour de l'Abitibi (contre-la-montre par équipes) - 3e du Tour de l'Abitibi - 2007 - Champion du Canada du critérium juniors - Champion du Canada de vitesse par équipes juniors - 1re et 6e étapes du Tour de l'Abitibi - 2e du championnat du Canada sur route juniors - 2e du championnat du Canada du contre-la-montre juniors - 2008 - Tour de Québec : - Classement général - 3e étape - 2009 - Champion du Canada sur route - Champion du Canada sur route espoirs - 2e de la Zuidkempense Pijl - Médaillé d'argent du contre-la-montre aux Jeux du Canada - Médaillé d'argent de la course en ligne aux Jeux du Canada - 2010 - 11e étape du Tour de Cuba - Tour de Québec : - Classement général - 3e étape - 1re et 3e étapes de la Mi-août en Bretagne - Médaillé de bronze au championnat du monde sur route espoirs - 2e du Tour de Bochum | - 2012 - 2e du Tour de Drenthe - Ronde van Drenthe - 3e du Tro Bro Leon - 2013 - 2e étape du Tour de Beauce - 2015 - Champion du Canada sur route - 3eb étape du Tour de Beauce - Médaillé de bronze sur route aux Jeux panaméricains - 3e du Grand Prix cycliste de Saguenay - 2016 - 1re étape du Tour du Rwanda - 2017 - Prologue du Tour du lac Taihu - 2e du Grand Prix cycliste de Saguenay - 2e de la Coppa Bernocchi - 2e du Tour du lac Taihu - 2018 - Famenne Ardenne Classic - 2019 - 2e du Tour de Castille-et-León - 2021 - Champion du Canada sur route - 9e de Paris-Roubaix - 2023 - 9e d'À travers les Flandres |  |

### Résultats sur les grands tours

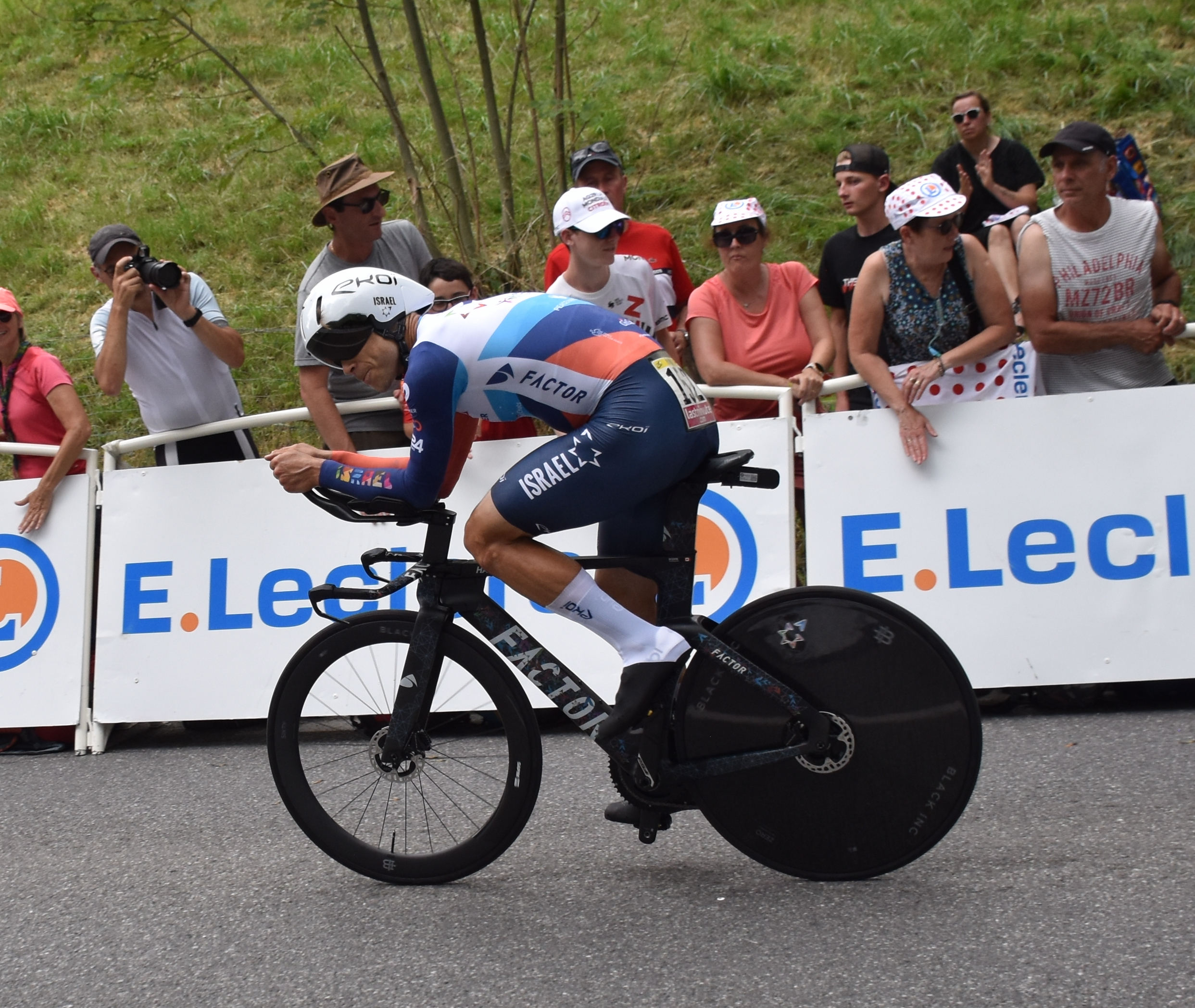
Guillaume Boivin - Tour de France 2023.
Contre la montre individuel.

#### Tour de France
5 participations
- 2021 : 105e
- 2022 : non-partant (21e étape)
- 2023 : 126e
- 2024 : non-partant (14e étape)
- 2025 : 149e

#### Tour d'Italie
2 participations
- 2018 : 117e
- 2019 : 125e

#### Tour d'Espagne
2 participations
- 2013 : abandon (10e étape)
- 2014 : 149e

### Classements mondiaux
| Année                                 | 2009 | 2010 | 2011 | 2012 | 2013 | 2014 | 2015 | 2016 | 2017 | 2018 | 2019 | 2020 | 2021 | 2022 | 2023 | 2024  |
| ------------------------------------- | ---- | ---- | ---- | ---- | ---- | ---- | ---- | ---- | ---- | ---- | ---- | ---- | ---- | ---- | ---- | ----- |
| UCI World Tour                        |      |      |      |      | nc   | 234e |      | nc   | nc   | nc   |      |      |      |      |      |       |
| Classement mondial                    |      |      |      |      |      |      |      | 811e | 181e | 227e | 440e | 836e | 268e | 278e | 675e | 1334e |
| UCI Europe Tour                       | nc   | 174e | nc   | 47e  |      |      | 548e | 971e | 262e | 131e |      |      |      |      |      |       |
| UCI Asia Tour                         | nc   | nc   | nc   | nc   |      |      | nc   | nc   | 62e  | 778e |      |      |      |      |      |       |
| UCI America Tour                      | 61e  | 55e  | nc   | 320e |      |      | 13e  | 297e | 50e  | nc   | 41e  | 61e  | 22e  | 22e  | 64e  | nc    |
| UCI Oceania Tour                      | nc   | 14e  | nc   | nc   |      |      | nc   | nc   | nc   | nc   |      |      |      |      |      |       |
| UCI Africa Tour                       | nc   | nc   | nc   | nc   |      |      | nc   | nc   | 189e | nc   |      |      |      |      |      |       |
|                                       |      |      |      |      |      |      |      |      |      |      |      |      |      |      |      |       |
| Légende : nc = non classéSource : UCI |      |      |      |      |      |      |      |      |      |      |      |      |      |      |      |       |